# Aeroportul Quirindi
Aeroportul Quirindi (IATA: UIR, ICAO: YQDI) este un aeroport din Noul Wales de Sud, Australia.
Situat la o altitudine de 318 m, aeroportul dispune de o singură pistă. Este operat de Liverpool Plains Shire⁠(d).